# Krzemienna (województwo podkarpackie)

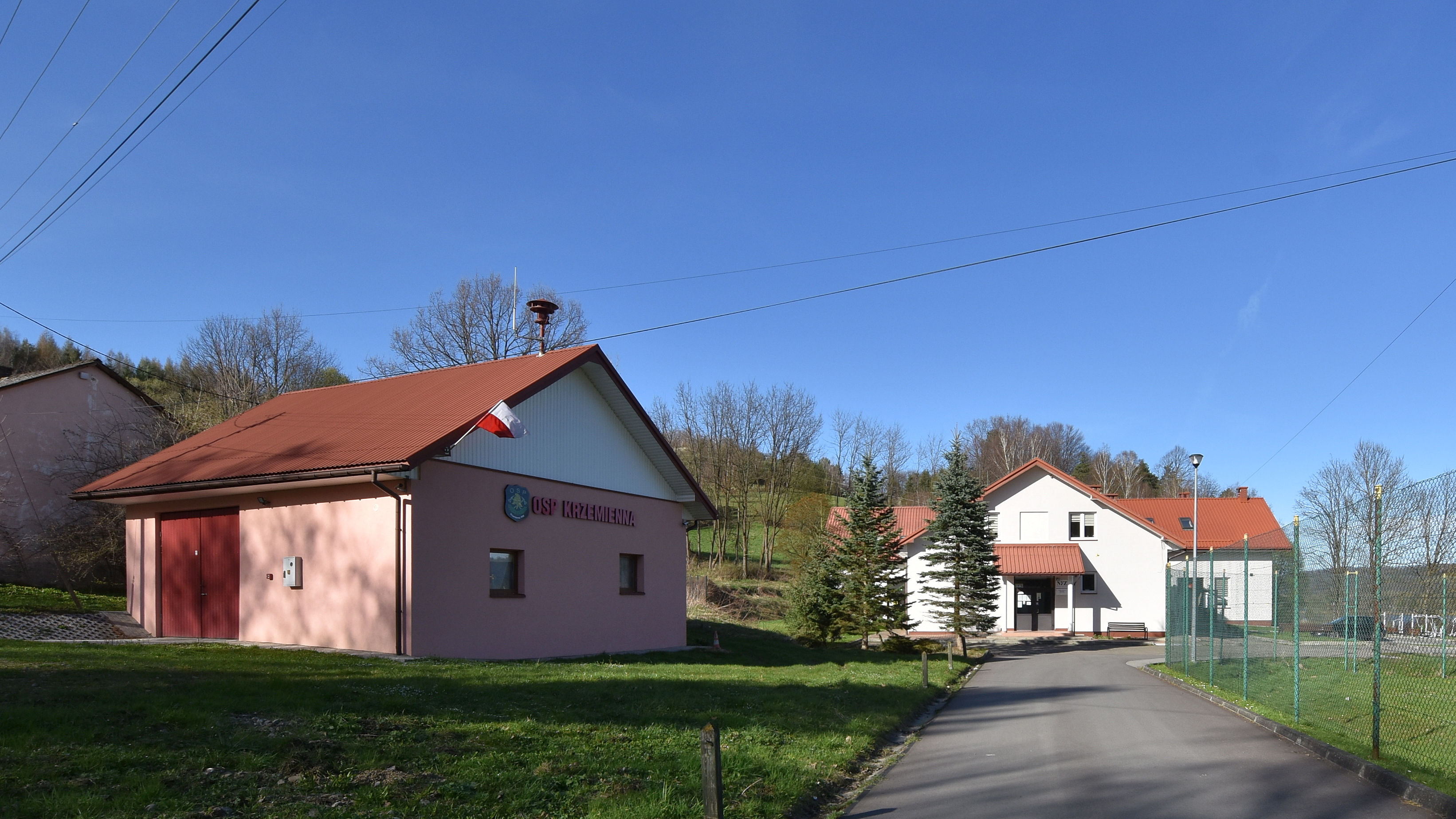
Centrum miejscowości

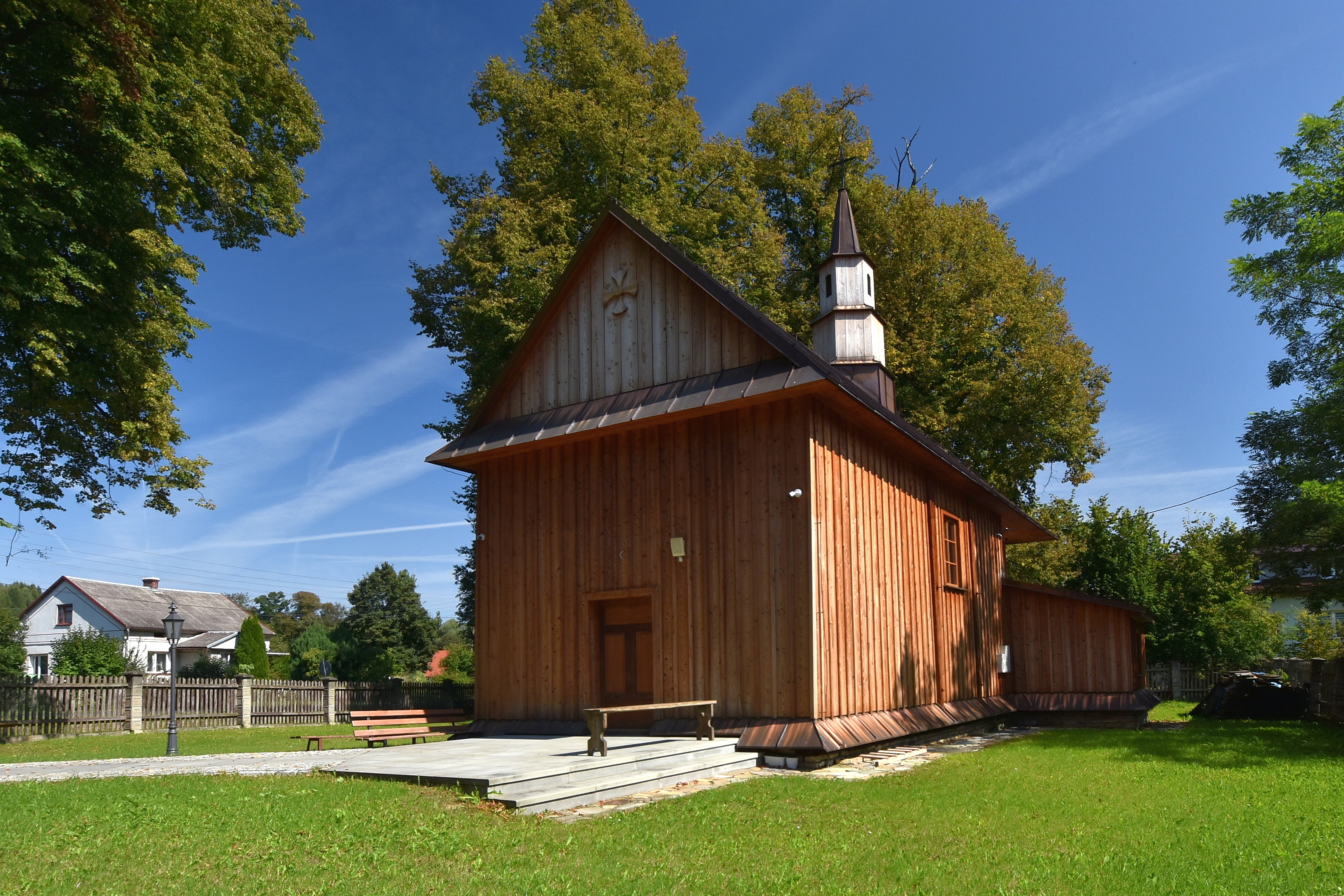
Zabytkowa cerkiew Ofiarowania MB w Świątyni

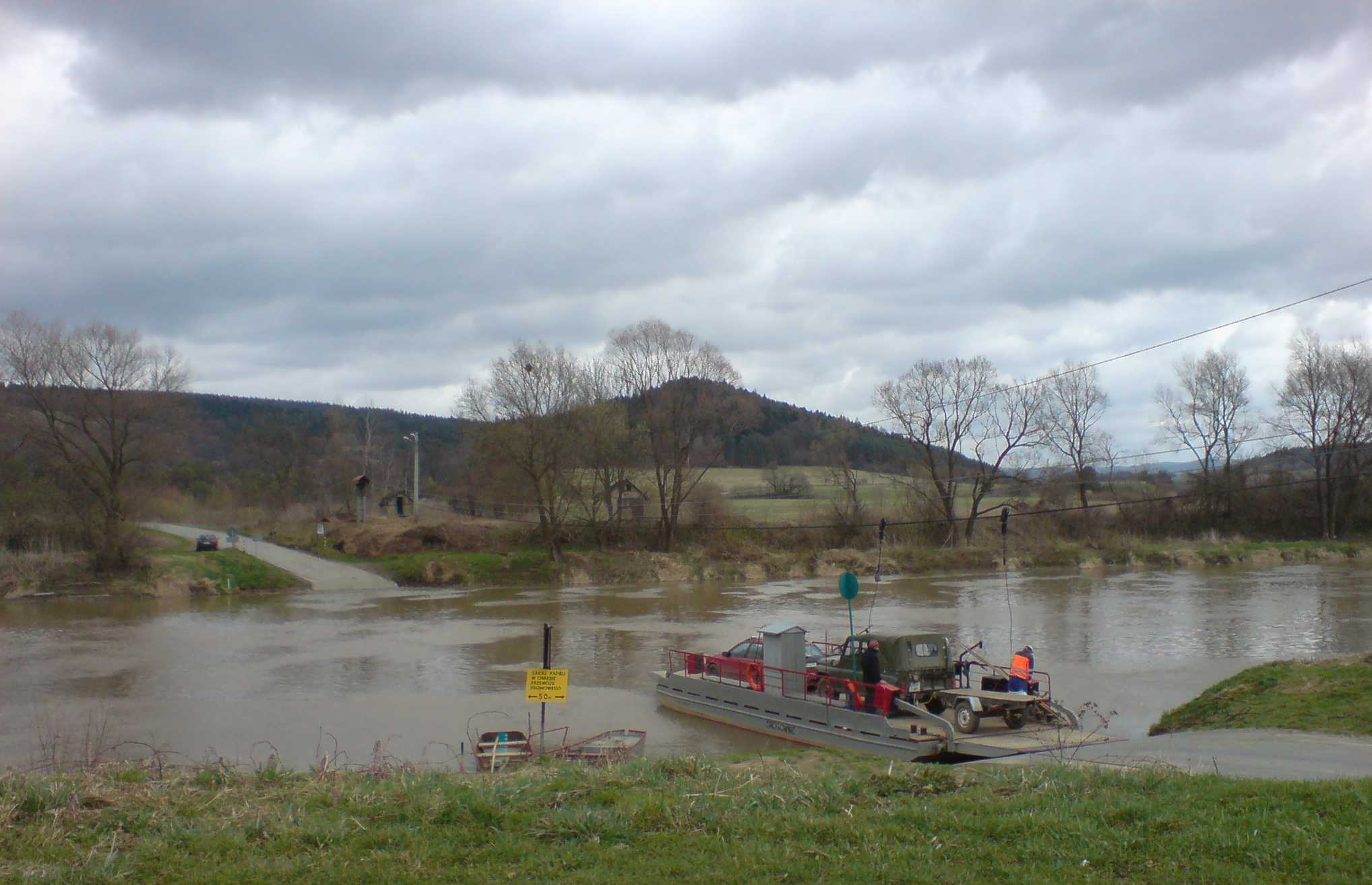
Prom na Sanie

Krzemienna – wieś w Polsce położona w województwie podkarpackim, w powiecie brzozowskim, w gminie Dydnia.
W latach 1954–1968 wieś należała i była siedzibą władz gromady Krzemienna, po jej zniesieniu w gromadzie Dydnia. W latach 1975–1998 miejscowość administracyjnie należała do województwa krośnieńskiego.

## Części wsi
| SIMC    | Nazwa     | Rodzaj    |
| ------- | --------- | --------- |
| 0350852 | Dział     | część wsi |
| 0350869 | Poddoliny | część wsi |
| 0350875 | Szum      | część wsi |

## Historia
W latach 1430–1447 wieś była własnością Małgorzaty Dydyńskiej, wdowy po Mikołaju. Po niej wieś odziedziczyli synowie Paweł i Mikołaj, którzy to posiadali pieczęć z herbem Gozdawa. Oprócz Krzemiennej, byli oni jeszcze w posiadaniu takich wsi jak: Dydnia, Temeszów i Falejówka. W roku 1489 trzej synowie Elżbiety, tj. Jan, Zygmunt i Stanisław Dydyńscy podzielili majątek pomiędzy siebie w taki sposób, że Janowi przypadły wsie: Falejówka, Jabłonka i połowa Wydrnnej, zaś Zygmunt i Stanisław stali się właścicielami Dydni, połowy Wydrnej, Temeszowa, Krzemiennej oraz Jabłonicy Ruskiej.
W połowie XIX wieku właścicielem posiadłości tabularnej w Krzemiennej był Jan Bobczyński. W latach trzydziestych XX-wieku własność Heleny Dydyńskiej (ze Smalowskich) oraz Leszka Dydyńskiego. Obok budynku dawnego pałacu Dydyńskich w Krzemiennej (ośrodek zdrowia) w latach 1950-1960 znaleziono „pod progiem domu mieszkalnego” – eneolityczny topór miedziany, ofiarowany przez Aleksandra Rybickiego do zbiorów MOK.
We wsi znajduje się zabytkowa drewniana cerkiew zbudowana w roku 1867. Jest ona obecnie wykorzystywana jako rzymskokatolicki kościół filialny parafii św. Michała Archanioła i św. Anny w Dydni.

## Zabytki
Wykaz zabytków nieruchomych wpisanych do rejestru zabytków Narodowego Instytutu Dziedzictwa:
- drewniana cerkiew greckokatolicka z 1867 r., przebudowana w 1970 r., nr rej.: A-348 z 4.12.1995, obecnie kościół rzymskokatolicki filialny pw. MB Królowej Polski
- zespół dworski, z poł. XIX w., nr rej.: A-925 z 31.05.1975:
  - dwór
  - park